# Пишанза
Пишанза (тадж. Пишанза; устар. Пшанза, устар. Пшанзы, устар. Пшанзе) — река протекающая по территории Айнинского района Согдийской области Таджикистана. Правый приток реки Ягноб.
Длина — 9,2 км. Площадь водосбора — 83,2 км². Средний расход воды — 3,05 м³/с.

## Общее описание

### Характеристики стока
Количество рек протяжённостью менее 10 км расположенных в бассейне Пишанза — 5, их общая длина составляет 11 км. Средний расход воды — 3,93 м³/с. Максимальный среднесуточный расход — 6,17 м³/с (1955), минимальный — 0,16 м³/с (1965). Средний слой стока в половодье — 209 мм. 75 % стока от годового приходится на половодье. Начало половодья — начало мая, окончание половодья — третья декада сентября. Средняя продолжительность половодья — 141 дней в год.
Коэффициент внутригодового стока — 1,13. Месяц с наибольшим стоком — июль. 44 % от годового стока приходится на период с июля по сентябрь. Тип питания — ледниково-снеговое.
Дарьяуреч входит в I группу рек с летним лимитирующим сезоном. В таблице приведены следующие характеристики стока реки (место измерения устье).
| Водность года    | Месячный сток (%) | Месячный сток (%) | Месячный сток (%) | Месячный сток (%) | Месячный сток (%) | Месячный сток (%) | Месячный сток (%) | Месячный сток (%) | Месячный сток (%) | Месячный сток (%) | Месячный сток (%) | Месячный сток (%) | Сезонный сток (%) | Сезонный сток (%) | Сезонный сток (%)  |
| Водность года    | I                 | II                | III               | IV                | V                 | VI                | VII               | VIII              | IX                | X                 | XI                | XII               | Весна (IV—VII)    | Лето (VIII—IX)    | Зима-лето (X—III)! |
| ---------------- | ----------------- | ----------------- | ----------------- | ----------------- | ----------------- | ----------------- | ----------------- | ----------------- | ----------------- | ----------------- | ----------------- | ----------------- | ----------------- | ----------------- | ------------------ |
| Многоводный      | 2,4               | 2,2               | 2,3               | 3,7               | 10,4              | 21,7              | 24,6              | 13,9              | 8,1               | 4,7               | 3,4               | 2,6               | 78,7              | 15,3              | 6,0                |
| Средний          | 2,5               | 2,3               | 2,1               | 3,3               | 10,3              | 21,6              | 24,5              | 13,9              | 8,0               | 5,0               | 3,7               | 2,8               | 78,3              | 16,3              | 5,4                |
| Маловодный       | 2,7               | 2,4               | 1,9               | 2,9               | 10,3              | 21,5              | 24,4              | 13,8              | 7,9               | 5,3               | 3,9               | 3,0               | 77,9              | 17,3              | 4,8                |
| Очень маловодный | 2,9               | 2,7               | 1,6               | 2,4               | 10,2              | 21,3              | 24,2              | 13,7              | 7,8               | 5,7               | 4,2               | 3,7               | 77,2              | 18,8              | 4,0                |

### Поверхность площади водосбора
Согласно данным справочника «Ресурсы поверхностных вод СССР» (1971) изреженная растительность и полупустынные зоны занимают 32,0 % от общей площади бассейна Пишанза, 5,0 % — скалистые обнажения, осыпи, ледники и фирновые поля. Густой травяной покров, субальпийские и альпийские луга занимают 11,0 %, а леса, заросли кустарника и редколесье — 52,0 %.
Площадь бассейна с преобладанием горных пород делится следующим образом:
1. Сланцы, глины, алевролиты — 33 %
2. Песчаники, конгломераты — 33 %
3. Карбонаты, глины, мергели, известняки, доломиты, соли — 34 %